# جون أ. بيرسون
جون أ. بيرسون هو مهندس معماري كندي، ولد في 22 يونيو 1867 في تشيسترفيلد في المملكة المتحدة، وتوفي في 11 يونيو 1940 في تورونتو في كندا.